# 白馬社
白馬社（はくばしゃ）は、京都市にある日本の出版社。仏教書、人文書を中心に刊行している。
名前の由来は釈迦の愛馬、白馬カンタカから。

## 沿革
1987年 創業

## 主な刊行物
- 『TEMPLE』
- 『教行信証の道標』1-3（藤谷秀道著）

## 過去の刊行物
- 『宗教問題』 - 10号まで[1]。11号以降は合同会社宗教問題から。

## 所在地
京都府京都市伏見区奉行町1-3